# Немачки оклопни аутомобил Sd.Kfz. 234
Немачки оклопни аутомобил Sd.Kfz. 234 су тешка оклопна кола из Другог светског рата.

## Историја
Шасија Sd.Kfz. 234 развијена је у 4 модела са различитим наоружањем:
- Модел 234/1 имао је отворену куполу са топом KwK38 калибра 20 mm (са 480 метака) и спрегнутим митраљезом МГ42.
- Модел 234/2 Puma имао је заобљену затворену куполу са топом KwK39 L/60 калибра 50 mm (са 55 метака) и спрегнутим митраљезом МГ42.

- Модел 234/3 заменио је куполу ниским, отвореним заклоном, са топом L/24калибра 75 mm (са 50 метака) покретљивости 12 степени на обе стране.

- Модел 234/4 био је сличан претходном, али је опремљен противтенковским топом Pak40 L/46 калибра 75 mm са 12 метака.

## Карактеристике
Иако велика, ова возила имала су одличну покретљивост ван пута и ватрену моћ. Међутим, у време када су ушла у употребу, потреба немачке војске за таквим возилима драстично се смањила.